# Dvorec Žovnek
Dvorec  Žovnek (tudi Novi Žovnek - Ruhethal) stoji na vzpetini v Podvrhu blizu Žovneškega jezera jugozahodno od Braslovč in 2 km vzhodno od ruševin gradu Žovnek.. Klasicistično graščino je zgradil zadnji gradiščan gradu Žovnek Jožef Čokl pl. Ruhethal leta 1816. V dvorcu so sedaj stanovanja, graščinski park pa je zapuščen.  

## Zgodovina
Okoli leta 1816 je takratni lastnik gradu Žovnek in pripadajoče gospoščine Jožef Čokl pl. Ruhethal, ki je do takrat na neudobnem gradu še živel, v dolinii postavil dvorec “Novi Žovnek” ali tudi Ruhethal ter pripadajoča gospodarska poslopja. 
Leta 1838 je dvorec in gospoščino prevzel Ignac Oblak, za njim pa Jožef Krüger-Schuh. Potem so se lastniki hitro menjavali: v letih 1840-1848 je bil lastnik baron Ferdinand Bischof Widderstein, nato dr. Franc Archer, za njim v letih 1853-1855 baron Karel Schweiger. Naslednji dve leti je bil posestnik Viljem Ressel, nato pa grof Bissingen, grof Stadion (1860-61) in nato do leta 1897 rodbina viteza Göttmanna Götzberga. V letih 1897-1910 je gospostvo imel baron Cnoblock in po njegovi smrti njegova vdova. Pred drugo svetovno vojno je bil dvorec v posesti industrialca Westna iz Celja. V dvorcu je bil sedež nabornega urada. Prej je bil v dvorcu do srede 19. stoletja sedež krvnega sodišča.

Dvorec je enonadstropna klasicistična stavba pravokotnega tlorisa s štirikapno streho. Stavba ni podkletena. Dvoriščna fasada je z rizalitom, vzhodna pa z altanom. Dvorec je bil obnovljen leta 1986, sedaj pa so v njem stanovanja. Dvorec je imel včasih lep park. Zasnova parka je iz 2. polovice 19. stoletja in ga sestavljajo drevored, eksotična drevesa, vodnjak, pripadajoč vedutni prostor. Sedaj je park opuščen.